# Еџвуд (Тексас)
Еџвуд (енгл. Edgewood) град је у америчкој савезној држави Тексас. По попису становништва из 2010. у њему је живело 1.441 становника.

## Демографија
Према попису становништва из 2010. у граду је живело 1.441 становника, што је 93 (6,9%) становника више него 2000. године.
| Група             | 2000.         | 2010.         |
| Белци             | 1.151 (85,4%) | 1.175 (81,5%) |
| Афроамериканци    | 114 (8,5%)    | 138 (9,6%)    |
| Азијати           | 1 (0,1%)      | 2 (0,1%)      |
| Хиспаноамериканци | 61 (4,5%)     | 102 (7,1%)    |
| Укупно            | 1.348         | 1.441         |